# Solfara Arciprete
La solfara Arciprete o miniera Arciprete  è stata una miniera di zolfo sita in provincia di Agrigento nei pressi del comune di Raffadali.
Aperta tra il 1860 e il 1870 è oggi inattiva.